# Eliane Martins
Eliane Martins (Joinville, 26 de maio de 1986) é uma saltadora olímpica brasileira. Representou o Brasil nos Jogos Olímpicos de Verão de 2016 na prova de salto em distância feminino do atletismo.

## Carreira
Em 2005 conquistou o ouro pela primeira vez em uma competição internacional, no Campeonato Sul-Americano Junior. Estreou em mundiais no Campeonato Mundial de Atletismo de 2007, sem conseguir se qualificar para a final. Eliane viria a conquistar medalha no Campeonato Ibero-Americano pela primeira vez em 2008, mesmo ano em que venceu o Campeonato Sul-Americano Sub-23. Até 2016 Eliane conquistou mais quatro medalhas no Ibero-Americano, sendo duas de ouro e duas de bronze.
Em eventos mundiais, competiu nos campeonatos mundiais de 2015, 2017 e nos mundiais de pista coberta de 2010 e 2016. No entanto, registrou marcas apenas no Mundial de 2017, onde atingiu a final do salto em distância e terminou a competição em 11º lugar.
Representando o Brasil em eventos multiesportivos, participou da Universíada de Verão de 2013 em Kazan, na Rússia. Competiu também nos Jogos Pan-Americanos de 2015, competição no qual terminou em 10º lugar.
Em 2016 Eliane atingiu o índice olímpico para o salto em distância em um evento da Federação Paulista de Atletismo. Nos Jogos Olímpicos de Verão de 2016, Eliane não avançou à final do salto em distância feminino, terminando a fase de qualificação em 23º lugar.

### 2023
Disputou o Troféu Brasil Interclubes de Atletismo de 2023, em Cuiabá, Mato Grosso, em julho, e se tornou campeã brasileira, saltando 6,66m.
Nos Jogos Pan-Americanos de 2023, ocorridos em outubro e novembro, em Santiago, no Chile, Eliane competiu no salto em distância. Nesta disputa, cada atleta pode saltar seis vezes. Logo na primeira rodada, Eliane atingiu 6,49m, que a deixou na liderança. Nas rodadas seguintes, queimou o salto. Após a terceira rodada, sentiu uma cãibra forte, que a deixou caída após o quarto salto. Assim, decidiu não fazer os saltos seguintes, mas disse que "se alguém me passasse, realmente teria que saltar". A primeira marca, no entanto, foi suficiente. O pódio ficou dividido entre a colombiana Natalia Linares, com a distância de 6,66m e a medalha de ouro; a brasileira Eliane, com 6,49m e a medalha de prata; e a estadunidense Tiffany Flynn com 6,40m e a medalha de bronze. Foi a sua primeira medalha de jogos panamericanos.

### Clubes
Eliane iniciou sua carreira na Associação Atlética Tupy. Em 2023, defendia o Esporte Clube Pinheiros.

## Resultados internacionais
| Ano                     | Competição                          | Local                   | Posição                 | Evento                  | Notas                   |
| Representante do Brasil | Representante do Brasil             | Representante do Brasil | Representante do Brasil | Representante do Brasil | Representante do Brasil |
| ----------------------- | ----------------------------------- | ----------------------- | ----------------------- | ----------------------- | ----------------------- |
| 2005                    | Campeonato Sul-Americano Junior     | Rosario                 | 1º                      | Salto em distância      | 6.41 m                  |
| 2007                    | Campeonato Mundial                  | Osaka                   | 28º (q)                 | Salto em distância      | 6.28 m                  |
| 2008                    | Campeonato Ibero-americano          | Iquique                 | 2º                      | Salto em distância      | 6.20 m                  |
| 2008                    | Campeonato Sul-Americano Sub-23     | Lima                    | 1º                      | Salto em distância      | 6.11 m(0.0m/s) A        |
| 2010                    | Campeonato Mundial em Pista Coberta | Doha                    | —                       | Salto em distância      | NM                      |
| 2010                    | Campeonato Ibero-americano          | San Fernando            | 1º                      | Salto em distância      | 6.17 m                  |
| 2012                    | Campeonato Ibero-americano          | Barquisimeto            | 1º                      | Salto em distância      | 6.55 m                  |
| 2013                    | Universíada                         | Kazan                   | 17º (q)                 | Salto em distância      | 5.97 m                  |
| 2014                    | Campeonato Ibero-americano          | São Paulo               | 3º                      | Salto em distância      | 6.31 m                  |
| 2015                    | Jogos Pan-Americanos                | Toronto                 | 10º                     | Salto em distância      | 6.40 m                  |
| 2015                    | Campeonato Mundial                  | Pequim                  | —                       | Salto em distância      | NM                      |
| 2016                    | Campeonato Mundial em Pista Coberta | Portland                | —                       | Salto em distância      | NM                      |
| 2016                    | Campeonato Ibero-americano          | Rio de Janeiro          | 1º                      | Salto em distância      | 6.52 m                  |
| 2016                    | Jogos Olímpicos                     | Rio de Janeiro          | 23º (q)                 | Salto em distância      | 6.33 m                  |
| 2017                    | Campeonato Sul-Americano            | Assunção                | 1º                      | Salto em distância      | 6.51 m (w)              |
| 2017                    | Campeonato Mundial                  | Londres                 | 11º                     | Salto em distância      | 6.52 m                  |

## Melhores marcas pessoais
A tabela a seguir lista as melhores marcas de Eliane Martins por prova:
| Prova                     | Marca   | Local                 | Data                   |
| ------------------------- | ------- | --------------------- | ---------------------- |
| 100 metros                | 12,33 s | Tallinn               | 5 de julho de 2010     |
| 200 metros                | 24,83 s | São José do Rio Preto | 17 de março de 2007    |
| Salto em distância        | 6,74 m  | San Diego             | 05 de abril de 2019    |
| Salto triplo              | 12,30 m | Joaçaba               | 12 de dezembro de 2015 |
|                           |         |                       |                        |
| Salto em distância indoor | 6,49 s  | Moscou                | 3 de fevereiro de 2013 |